# جيف بينيت
جيف بينيت (بالإنجليزية: Jeff Bennett)‏ (و. 1962 – م) هو ممثل، ومغني، وممثل دُبلاج، وممثل مسرحي، من الولايات المتحدة الأمريكية، ولد في هيوستن، تكساس.

## جوائز
حصل على جوائز منها:
- جائزة آني.

## وصلات خارجية
- جيف بينيت على موقع IMDb (الإنجليزية)
- جيف بينيت على موقع ميتاكريتيك (الإنجليزية)
- جيف بينيت على موقع روتن توميتوز (الإنجليزية)
- جيف بينيت على موقع قاعدة بيانات الأفلام العربية
- جيف بينيت على موقع ألو سيني (الفرنسية)
- جيف بينيت على موقع ميوزك برينز (الإنجليزية)
- جيف بينيت على موقع تيرنر كلاسيك موفيز (الإنجليزية)
- جيف بينيت على موقع أول موفي (الإنجليزية)
- جيف بينيت على موقع قاعدة بيانات الأفلام السويدية (السويدية)
- جيف بينيت على موقع إن إن دي بي (الإنجليزية)